# لا اتصال، لا حضور
لا اتصال، لا حضور (بالإنجليزية: No call, no show)‏، هو مصطلح أمريكي، لغياب القوى العاملة عن العمل، دون إخطار صاحب العمل.

## ملخص
عندما يغيب العمال عن العمل، خاصة في الوظائف التي يتطلب فيها عبء العمل استبداله باليوم (المعلمين، الصرافين، الخدم، إلخ)، يتوقع أصحاب العمل عمومًا أن يتصل العمال مسبقًا لإبلاغهم بغيابهم، حتى يمكن تغطية وظائفهم بعمال آخرين.
العديد من الشركات لديها أشكال من الإجراءات التأديبية نتيجة عدم الاتصال، وعدم وجود عروض مثل بيانات استشارية، والإيقاف عن العمل، وربما الفصل.

## حوادث
عند عدم وجود مكالمة، لا يمكن منع أي حضور، كما هو الحال، عندما يعاني الموظف من حالة طبية طارئة، وغير قادر على إبلاغ صاحب العمل، فمن المتوقع الحصول على وثائق مرضية عن هذا الظرف الطارئ.
في الولايات المتحدة، يسمح قانون الإجازة العائلية، والطبية لعام 1993 (FMLA) للموظفين، بأخذ إجازة غير مدفوعة الأجر، خلال مواقف محددة مثل المشكلات الطبية، ولكن لا يزال يتعين عليهم الالتزام بسياسة الحضور.
لا توجد مكالمة، لا يوجد حضور. شائع في صناعة العمل المؤقت. غالبًا ما تقوم الوكالات بتوظيف 10% إلى 20% موظفين أكثر من المطلوب للتعويض عن حدوثها.